# ひまわりの丘
ひまわりの丘（ひまわりのおか）とは、宮城県大崎市三本木にある丘である。

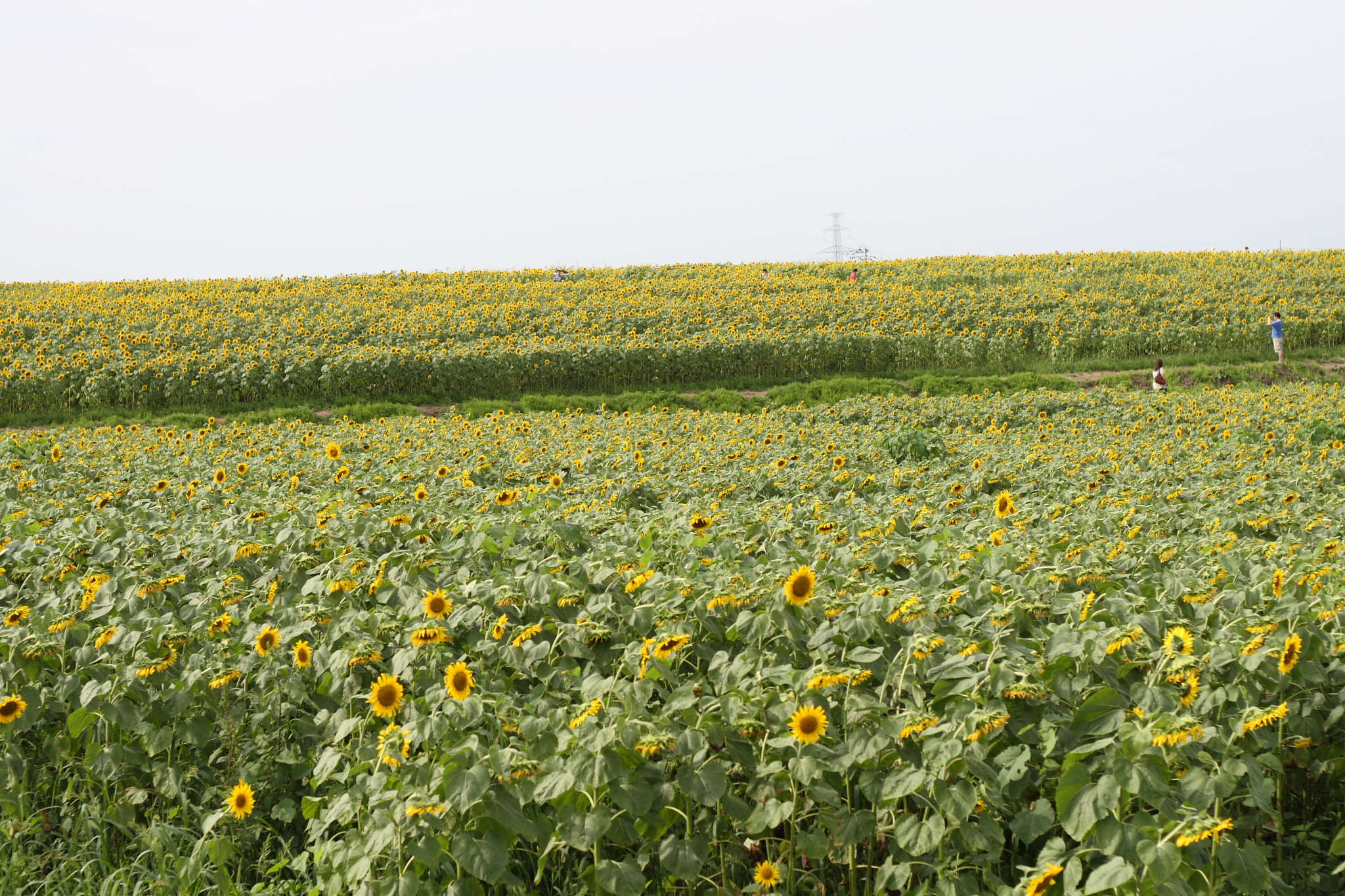
ひまわりの丘

## 概要
広さ6ヘクタールの「ひまわりの丘」には約42万本のヒマワリが一面に咲き誇り、北海道の北竜町に次いで日本で二番目の規模といわれている。春には「菜の花まつり」夏には「ひまわりまつり」が開催され、ヒマワリの種を利用した特産品も販売される。

## 所在地
宮城県大崎市三本木斉田

## 交通アクセス
- 徒歩：JR西古川駅より120分
- 公共交通機関：JR古川駅→ミヤコーバス三本木音無行きで30分程乗り、バス停:三本木音無下車→徒歩10分
- 自家用車：東北道古川ICから20分。または大和ICから20分。または三本木スマートICから5分。

## 周辺
- 三本木町亜炭記念館
- 道の駅三本木やまなみ
- 愛宕山公園
- 湯殿山大権現
- 三本木館山公園
- 豆坂温泉
- ひまわり温泉